# Lubomia
Lubomia è un comune rurale polacco del distretto di Wodzisław Śląski, nel voivodato della Slesia.
Ricopre una superficie di 41,83 km² e nel 2004 contava 8 014 abitanti.